# Le Théâtre considéré comme une institution morale
Le Théâtre considéré comme une institution morale (en allemand Die Schaubühne als eine moralische Anstalt betrachtet) est un discours prononcé le 26 juin 1784 par le dramaturge allemand Friedrich Schiller devant la Kurpfälzische Deutsche Gesellschaft (Société allemande palatine) à Mannheim. Il a ensuite été publié. Il y demandait « Que peut effectivement faire un théâtre respectueux des règles ? »